# Бежень
Бежень (пол. Bieżeń) — село в Польщі, у гміні Вренчиця-Велька Клобуцького повіту Сілезького воєводства.
Населення — 823 особи (2011).
У 1975-1998 роках село належало до Ченстоховського воєводства.

## Демографія
Демографічна структура станом на 31 березня 2011 року:
|          | Загалом | Допрацездатний вік | Працездатний вік | Постпрацездатний вік |
| -------- | ------- | ------------------ | ---------------- | -------------------- |
| Чоловіки | 409     | 85                 | 284              | 40                   |
| Жінки    | 414     | 76                 | 244              | 94                   |
| Разом    | 823     | 161                | 528              | 134                  |